# Bogdan Norčič
Bogdan Norčič (* 19. September 1953 in Kranj; † 6. April 2004 in Cerklje na Gorenjskem, Slowenien) war ein jugoslawischer Skispringer.

## Werdegang
Norčič begann 1971 mit dem Skispringen. Er sorgte 1977 für Aufsehen, als er als Vorspringer auf der Skiflugschanze von Planica 181 Meter weit flog. Den damaligen Weltrekord hätte er damit um fünf Meter überboten, doch er konnte den Sprung nicht stehen. Ab 1979 sprang er im Weltcup und sammelte mehrfach Punkte, die ihn den 20. Platz in der Gesamtwertung einbrachten. Dabei konnte er respektable Ergebnisse erzielen. Seine beiden Podiumsplatzierungen holte er 1980 in Sapporo, als er den zweiten bzw. einen Tag später den dritten Platz belegte. Für Jugoslawien nahm er auch an den Olympischen Winterspielen 1976 in Innsbruck und an den Olympischen Winterspielen 1980 in Lake Placid teil. Später war er als Trainer tätig. 2004 starb Bogdan Norčič nach langer, schwerer Krankheit.

## Privates
Sein Sohn Bine Norčič sprang zwischen 1998 und 2000 ebenfalls im Skisprungweltcup und war später Cheftrainer der US-amerikanischen und kanadischen Nationalmannschaft.

## Erfolge

### Weltcup-Platzierungen
| Saison  | Platz | Punkte |
| ------- | ----- | ------ |
| 1979/80 | 20.   | 61     |
| 1980/81 | 70.   | 05     |

### Ungültig Weltrekord
| #     | Schanze                         | Ort     | Land        | Weite   | aufgestellt am | Rekord bis |
| ----- | ------------------------------- | ------- | ----------- | ------- | -------------- | ---------- |
| Sturz | Velikanka bratov Gorišek (K165) | Planica | Jugoslawien | 181,0 m | 20. März 1977  | Ungültig   |